# Selîskî, Volodîmîr-Volînskîi
Selîskî (în ucraineană Селиськи) este un sat în comuna Zorea din raionul Volodîmîr-Volînskîi, regiunea Volînia, Ucraina.

## Demografie
Componența lingvistică a localității Selîskî
     Ucraineană (98,77%)
     Rusă (1,23%)
Conform recensământului din 2001, majoritatea populației localității Selîskî era vorbitoare de ucraineană (98,77%), existând în minoritate și vorbitori de rusă (1,23%).